# Lenin w Smolnym
Lenin w Smolnym (ros. Ленин в Смольном) – obraz olejny namalowany przez rosyjskiego malarza Isaaka Brodskiego w 1930 roku, znajdujący się w zbiorach Galerii Tretiakowskiej w Moskwie.

## Opis
Obraz Lenin w Smolnym został namalowany w ramach stworzonego przez Brodskiego stylu malarskiego zwanego „salonem radzieckim”, charakteryzującego się tym, że jego obrazy, adresowane do szerokich mas widzów, wymagały całkowitej przejrzystości i zrozumiałości języka artystycznego. Te właśnie elementy przesądziły o chęci przekazania wszystkiego co jest widoczne na tym obrazie w najdrobniejszych szczegółach, aby forma dzieła była jak najbardziej czytelna dla każdego oglądającego. Dodatkowo Brodskiemu udało się połączyć swój instynkt dokumentalisty ze  szkołą malarstwa, którą otrzymał od swojego nauczyciela Ilji Riepina.
Scena widoczna na obrazie przedstawia Włodzimierza Lenina któremu Brodski nadał liryczny wygląd, poetyzując wizerunek „wodza rewolucji”, notującego coś na kartce papieru. Równowaga kompozycyjna podkreślona jest przez jasne poszewki na pościel okrywające fotele i ciemną sofę, podłogę i ubiór Lenina. Meble widoczne na obrazie są z różnych epok (wiedeńskie krzesło numer 14 wygląda obco), a ascetyczność wnętrza podkreślają podniszczone deski podłogowe. Instytut Smolny w Petersburgu (wówczas Piotrogrodzie), odegrał istotną rolę w czasie przewrotu bolszewickiego w 1917 roku, będąc siedzibą i miejscem urzędowania „wodza rewolucji”; wcześniej istniała w nim szkoła dla dziewcząt utworzona przez cesarzową Rosji Katarzynę II.  
Isaak Brodski uznał ten obraz za udany. Pomysł jego namalowania zrodził się przez przypadek, kiedy odwiedził pokój Lenina w Instytucie Smolnym. Opuścił muzeum z mocnym postanowieniem namalowania obrazu, który stworzył w ciągu dwóch, trzech tygodni.